# فيليبي تيكسيرا
فيليبي تيكسيرا (2 أكتوبر 1980 في فرنسا - ) (بالفرنسية: Filipe Teixeira)‏ هو لاعب كرة قدم فرنسي وبرتغالي في مركز الوسط. شارك مع منتخب البرتغال تحت 19 سنة لكرة القدم ومنتخب البرتغال تحت 21 سنة لكرة القدم. أما مع النوادي، فقد لعب مع باريس سان جيرمان ورابيد بوخارست وميتالورغ دونيتسك ونادي أسترا جورجو ونادي أكاديميكا كويمبرا ونادي الشعب ونادي إستر ونادي بارنسلي ونادي بترولول بلويشتي ونادي براشوف ونادي ستيوا بوخارست ووست بروميتش ألبيون ويو دي ليريا وF.C. Felgueiras ‏.

## وصلات خارجية
- فيليبي تيكسيرا على موقع اتحاد أوكرانيا (الإنجليزية)
- فيليبي تيكسيرا على موقع رابطة كرة القدم الفرنسية للمحترفين (الإنجليزية)
- فيليبي تيكسيرا على موقع قاعدة بيانات كرة القدم.إي يو (الإنجليزية)
- فيليبي تيكسيرا على موقع Soccerbase.com (لاعب) (الإنجليزية)
- فيليبي تيكسيرا على موقع Soccerway.com (الإنجليزية)
- فيليبي تيكسيرا على موقع عالم كرة القدم.نت (الإنجليزية)
- فيليبي تيكسيرا على موقع AS.com (الإسبانية)